# پایگاه هوایی لاوپهایم
پایگاه هوایی لاوپهایم (به انگلیسی: Laupheim Air Base) (به زبان بومی: Heeresflugplatz Laupheim) یک فرودگاه نظامی است که یک باند فرود آسفالت دارد و طول باند آن ۱۶۴۶ متر است. این فرودگاه در شهر لاوپهایم کشور آلمان قرار دارد و در ارتفاع ۵۳۸ متری از سطح دریا واقع شده است.

## نگارخانه

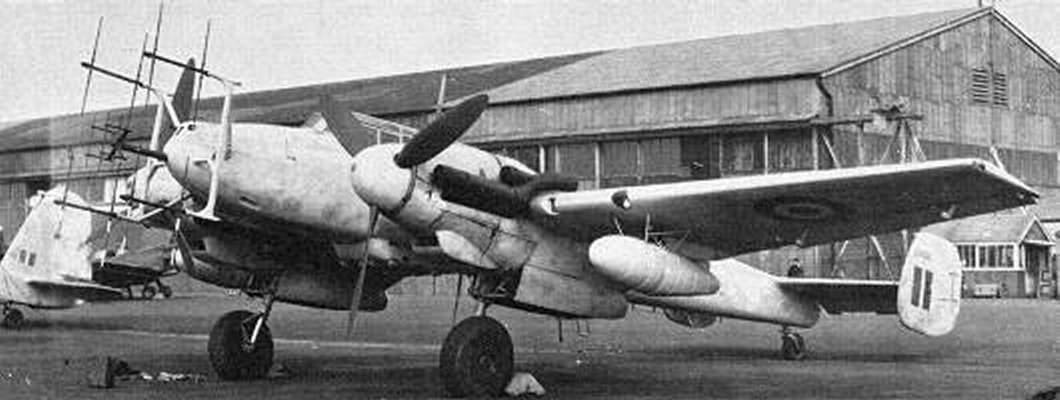
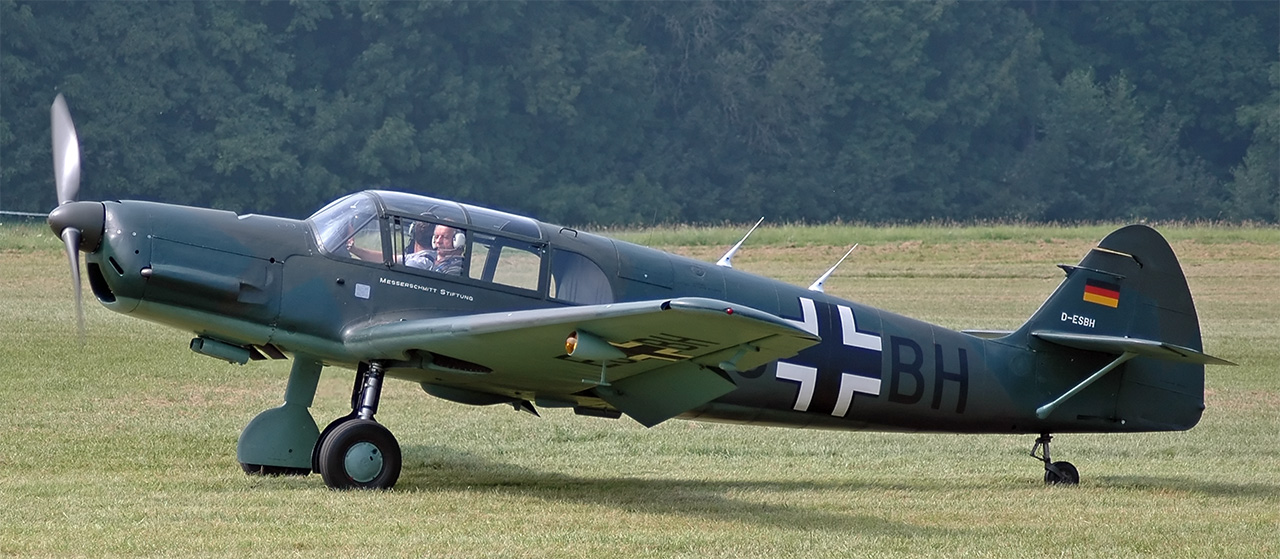
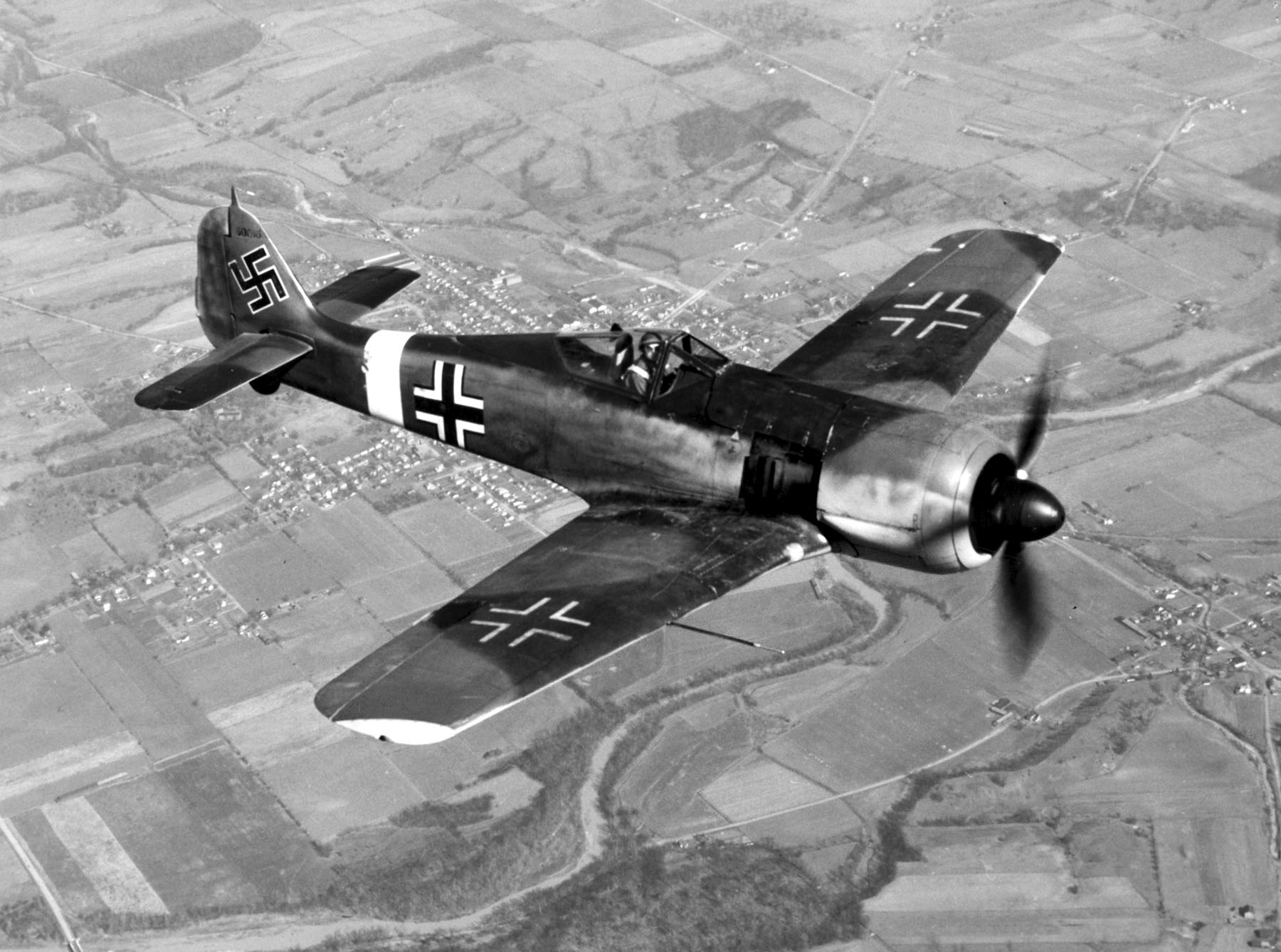
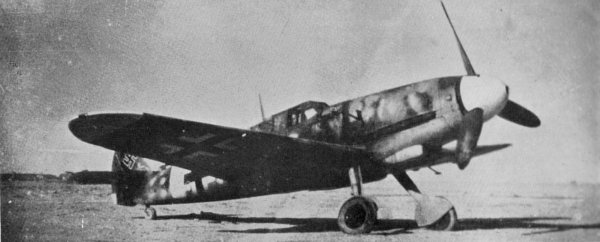
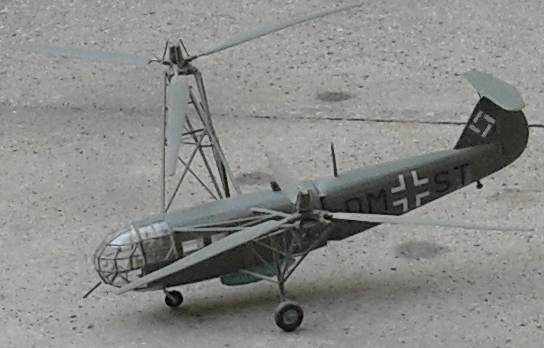